# Limuru
Limuru – miasto w Kenii, w hrabstwie Kiambu. W 2019 liczyło 81,3 tys. mieszkańców. Jest częścią obszaru metropolitalnego Nairobi.